# Rácok

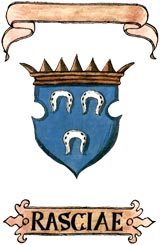
Rácország címere [http://hu.wikibooks.org/wiki/C%C3%ADmerhat%C3%A1roz%C3%B3/Szerbia_c%C3%ADmere

Rácok a szerbek korábbi, 19. században még használatos elnevezése.

## Nevük eredete
A név a szerbiai Raška (Ras, Rassza, Rasszon) nevű város nevéből ered, amelyből a Ratka (Rascia, Rácország) mint tartományi elnevezés, valamint a rácok megnevezés keletkezett.

## Történetük
Raška neve 962-ben jelent meg először mint Tihomily Cseszláv nejének birtoka, később (1159 után) az első Nemanjićok is felvették a rasciai fejedelmi címet, de Dusán cár nem. A magyar királyi címerbe is fel van véve a rasciai cím. 
A későbbiekben egyre inkább a törökök elől menekülő, Magyarországra dél felől bevándorló, az ortodox egyházhoz tartozó szerb betelepülteket nevezték rácoknak, köztük a görögöket és aromunokat is. Emellett a bunyevácokat és sokácokat katolikus rácoknak hívták.
Az 1769-i szerb egyházi kongresszus már szinte a nemzeti gyűlés jellegét vette fel, a három „rend”: az egyházi, katonai (határőrségi) és a „provinciális”, vagyis a magyar megyei és városi igazgatás alatt élők küldöttjeivel. Ennek visszaszorítása céljából a bécsi udvar a szerbek jogszabályait egy úgynevezett „Illir Regulamentum”-ban foglalta össze (1770), amely leszögezte, hogy a karlócai metropolita csak egyházi ügyekben számít elöljárónak, és hogy a határőrvidéken élő szerbek az ott illetékes hatóságoknak vannak alárendelve. Miután a szerbek ez ellen az 1774-i kongresszusukon tiltakoztak, az udvar, bizonyos egyházi jellegű módosításokkal, 1777-ben kiadta a második „Illír Regulamentum”-ot, amelyet azonban újabb panaszok követtek.
A 19. század közepétől a rác megnevezés háttérbe szorult, s inkább gúnyos, megvető hangsúlyt kapott. 
A jelenlegi településnevek is megőrizték egykori nevüket: Rácalmás, Ráckeresztúr, Ráckeve.

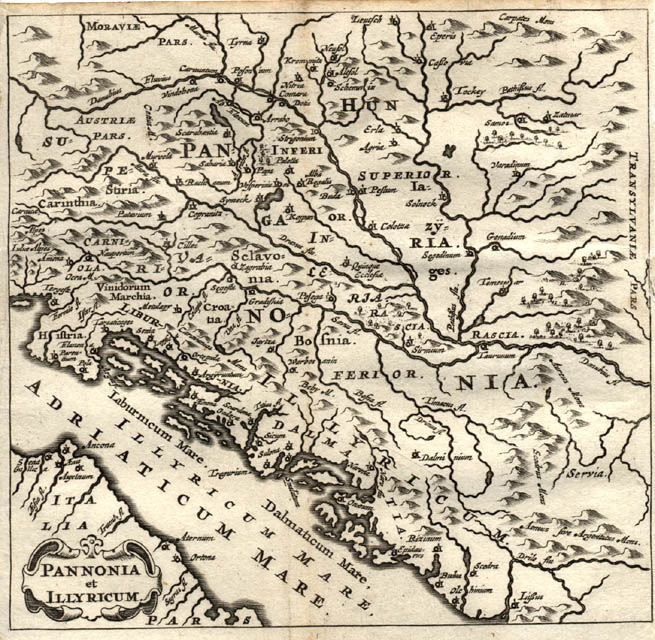
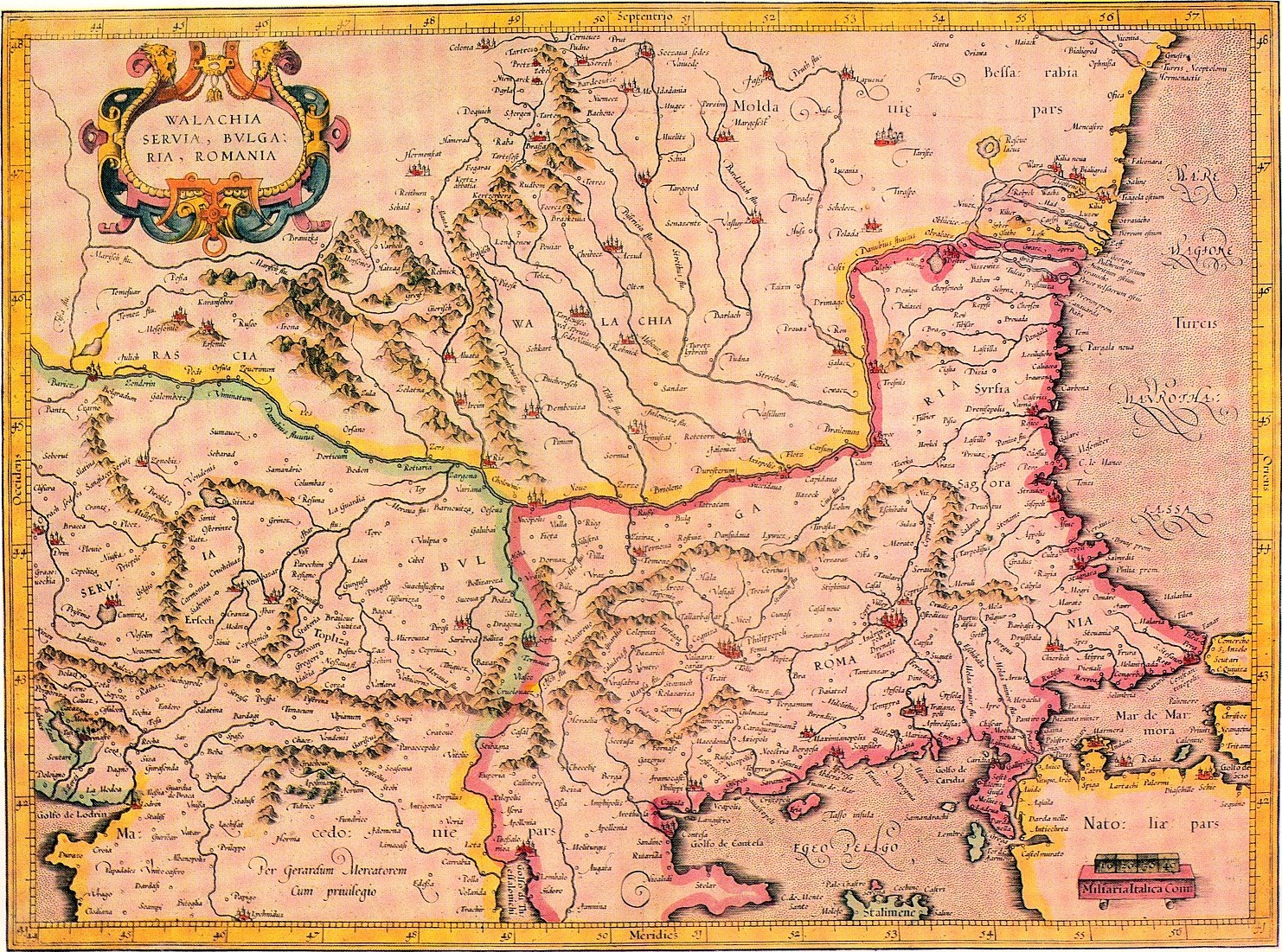
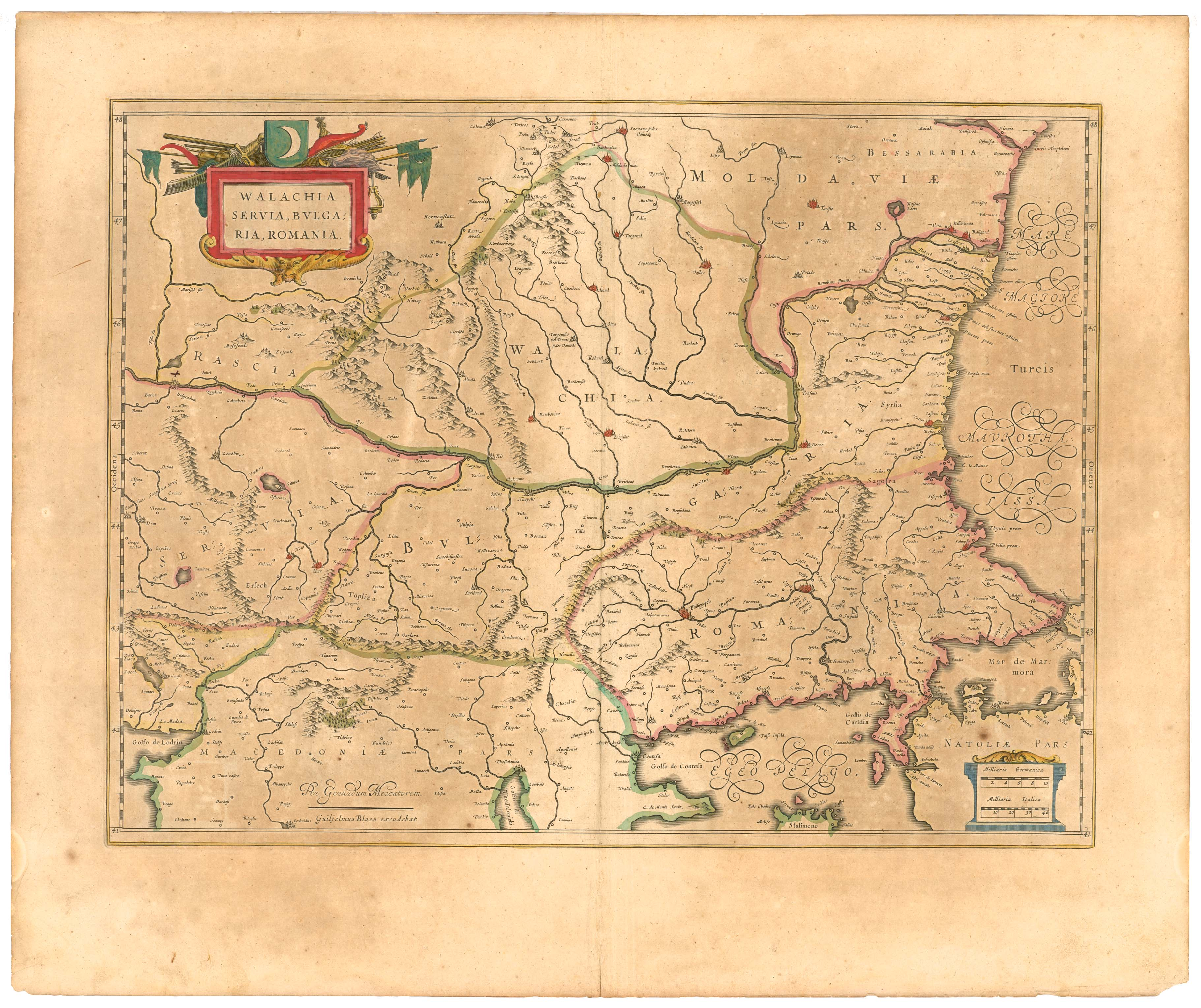
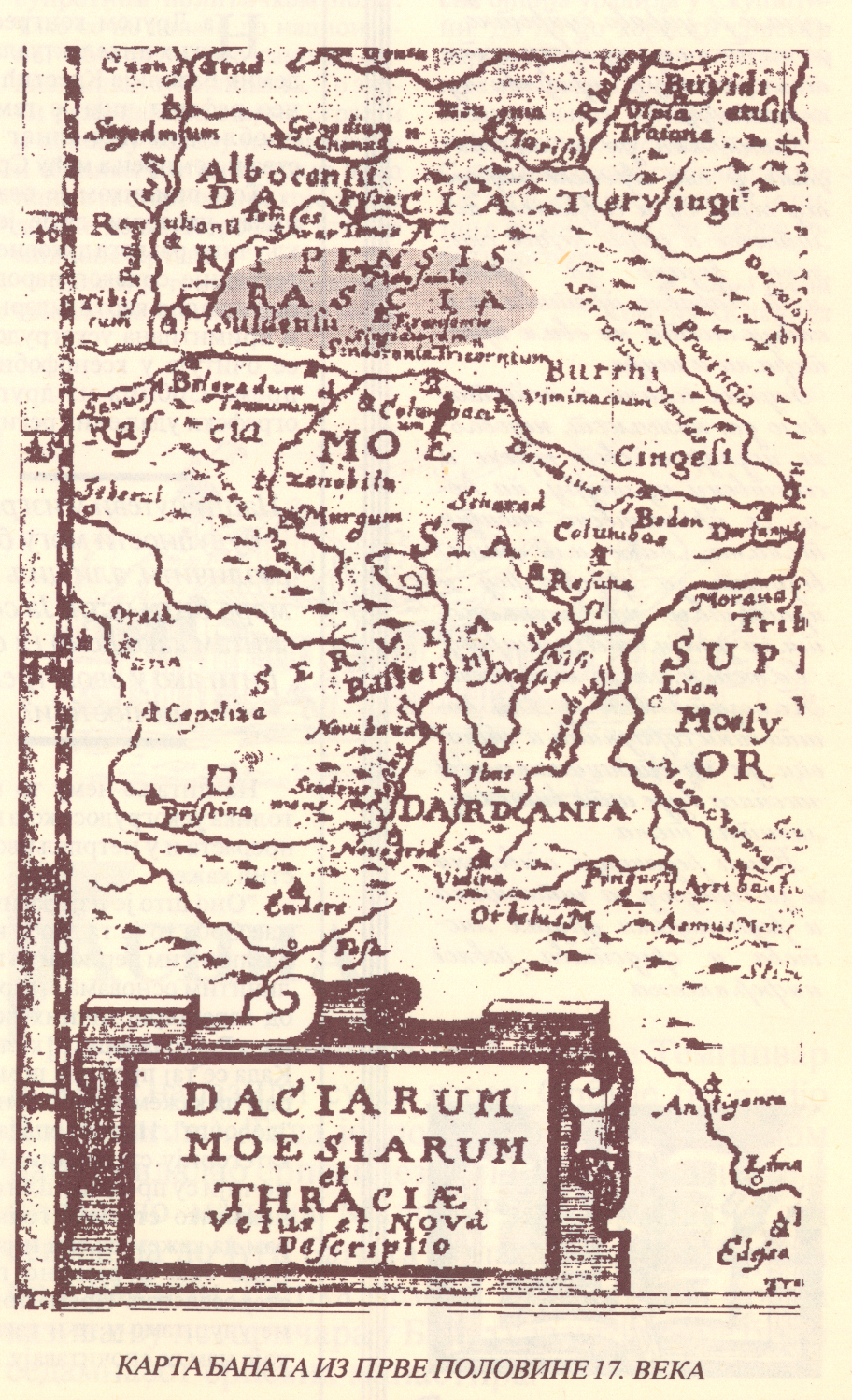
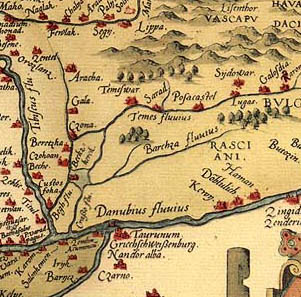
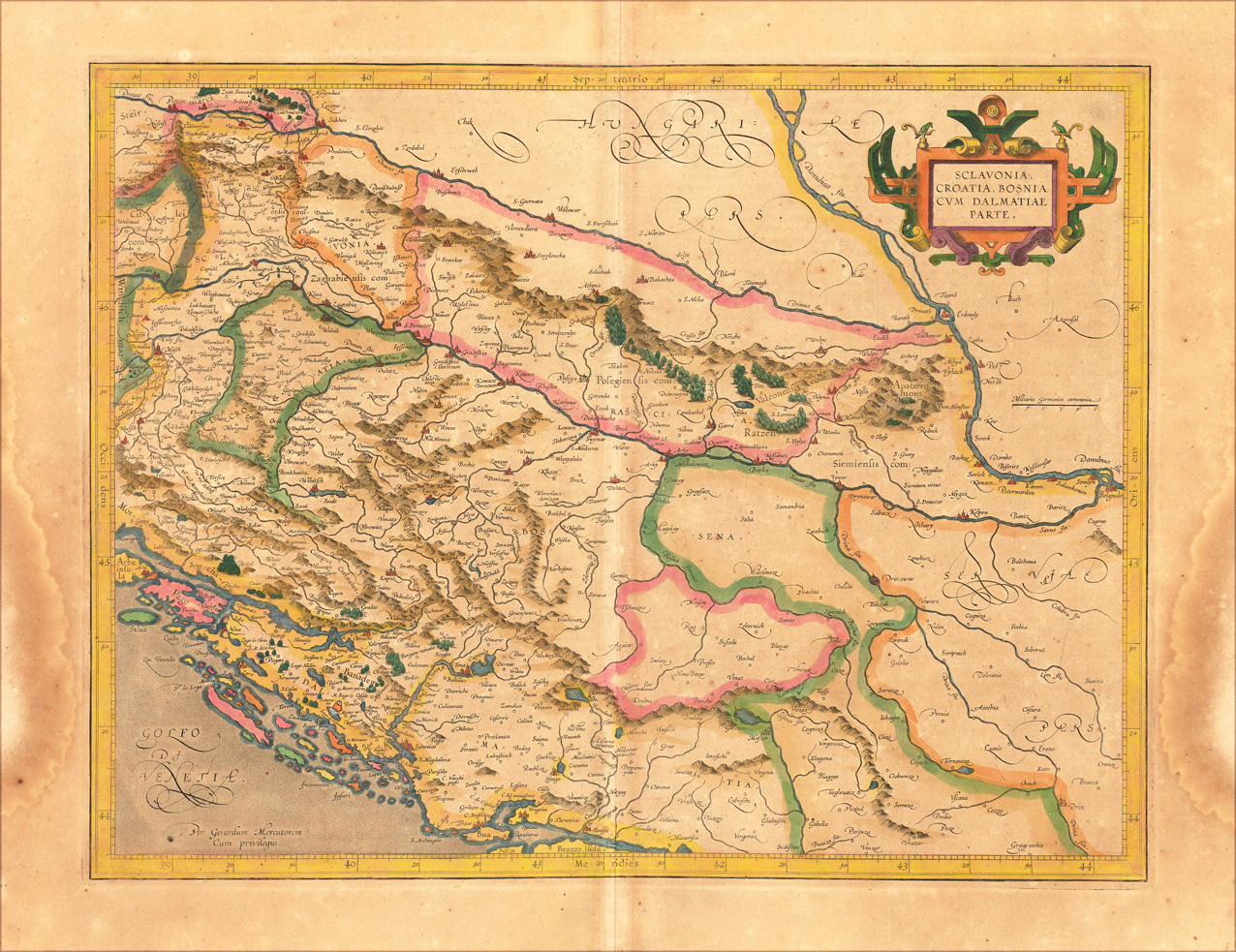
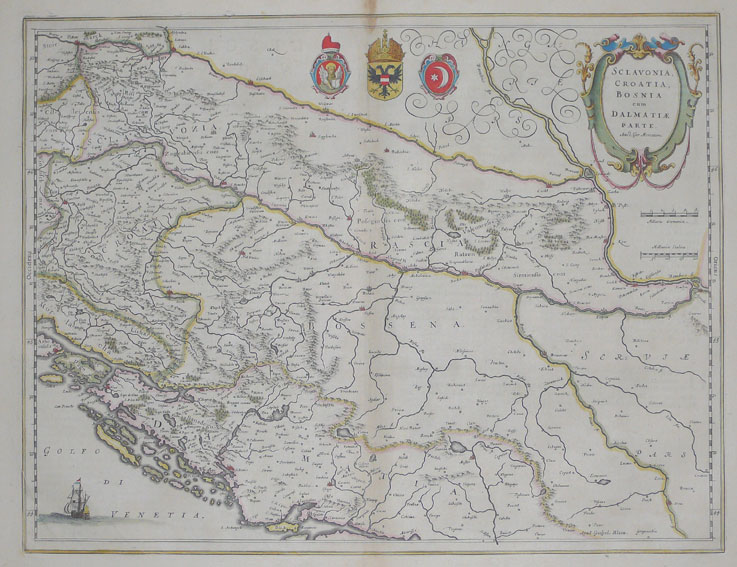
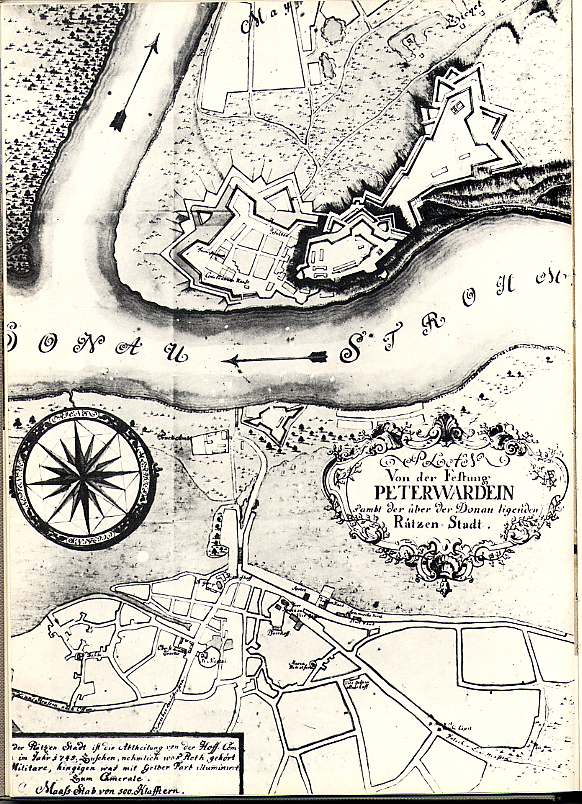
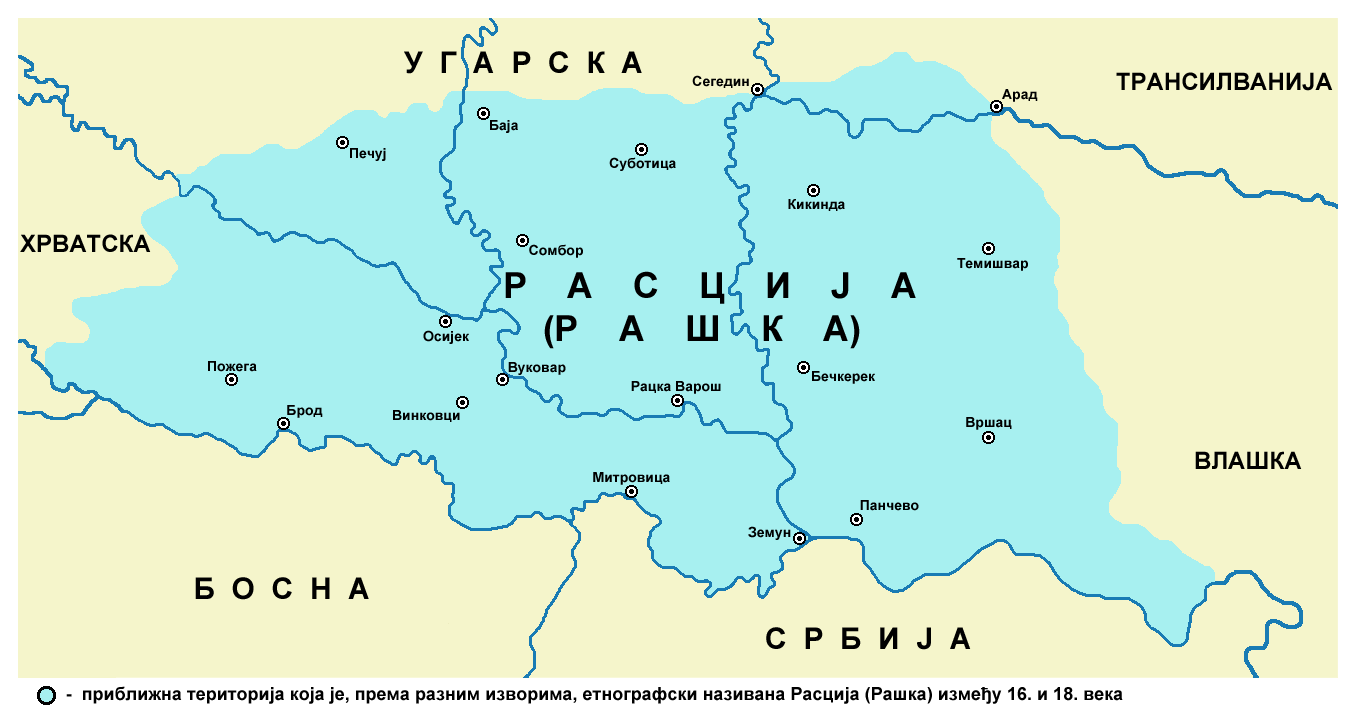